# Hornstein (Adelsgeschlecht)

Wappen derer von Hornstein

Die Freiherren von Hornstein gehören zum schwäbischen Uradel mit den Stammhäusern Hornstain (Horenstain) und Hertenstain bei Sigmaringen.

## Geschichte
Das Geschlecht erscheint erstmals urkundlich 1243 mit Manegold von Hertenstain und 1247 mit seinem Bruder Heinrich von Hornstain. Nach dem Erlöschen der verschiedenen Linien Hornstein nimmt die Linie Hertenstein etwa 1486 den Namen Hornstein an. Die Stammreihe beginnt Burkhard von Hertenstein, urkundlich 1303.
In den Jahren 1579, 1586 und 1623 erlangten sie den Besitz des Reichslehens Hohenstoffeln mit den Orten Weiterdingen, Binningen mit Burg Binningen, Bietingen, und dem Burgstall Homboll. Die drei Burgen auf dem Hohenstoffeln (Vorder-, Mittel- und Hinterstoffeln) wurden im Dreißigjährigen Krieg zerstört. Die Familie erbaute sich neue Sitze in den umliegenden Ortschaften.
Das Geschlecht gehörte zur schwäbischen Reichsritterschaft (dem Schwäbischen Ritterkreis). Balthasar Ferdinand von Hornstein (1614–1685) war Direktor der Reichsritterschaft des Kantons Hegau, Allgäu und Bodensee.
Schloss Grüningen ist seit 1311 bis heute im Besitz der Familie. Auch Schloss Binningen und Schloss Weiterdingen (beide in der Gemeinde Hilzingen gelegen) gehören bis heute dem Familienzweig der Freiherren von Hornstein zu den drei Hohenstoffeln-Binningen.

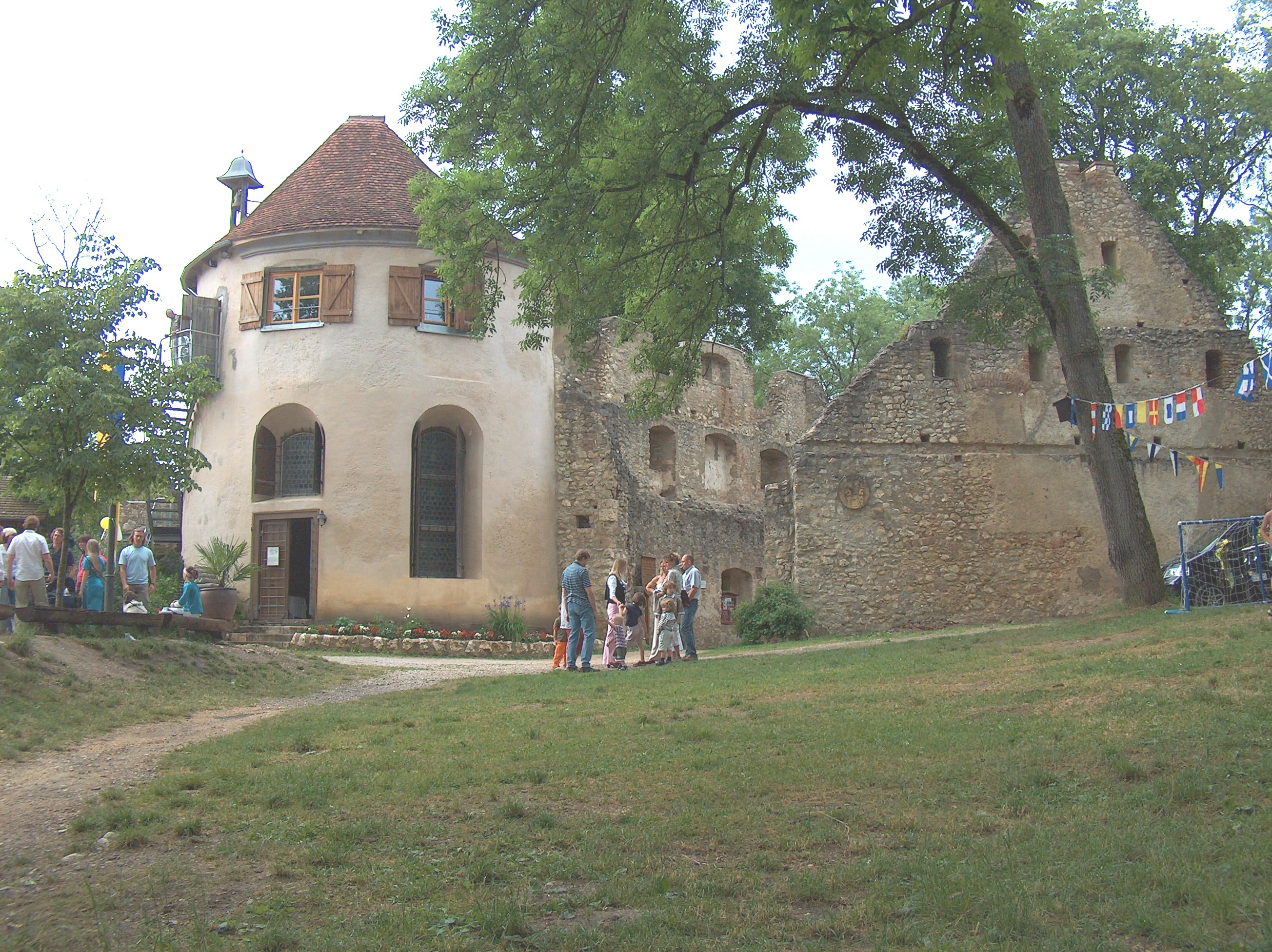
Die Ruine Hornstein
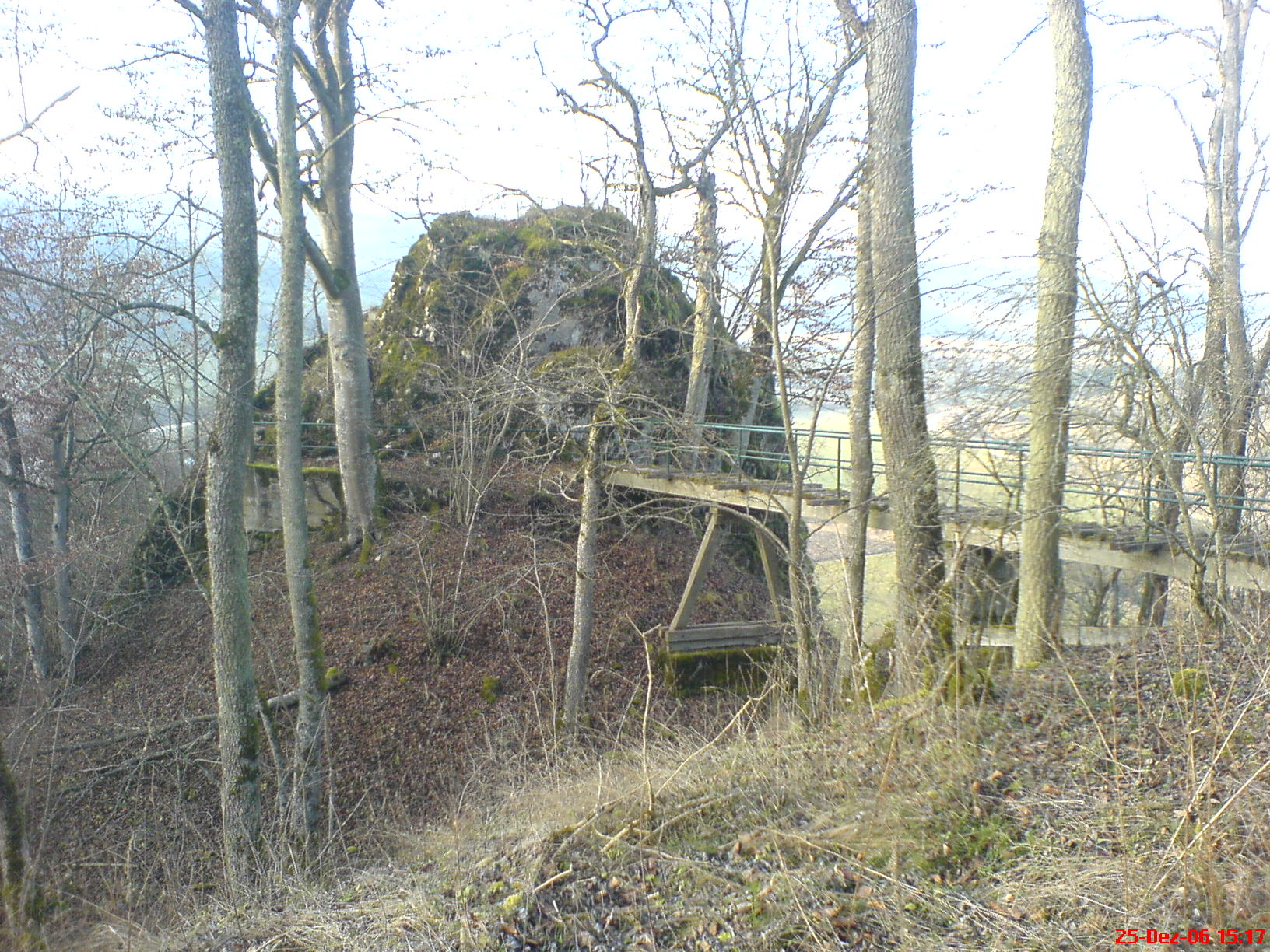
Die Ruine Hertenstein
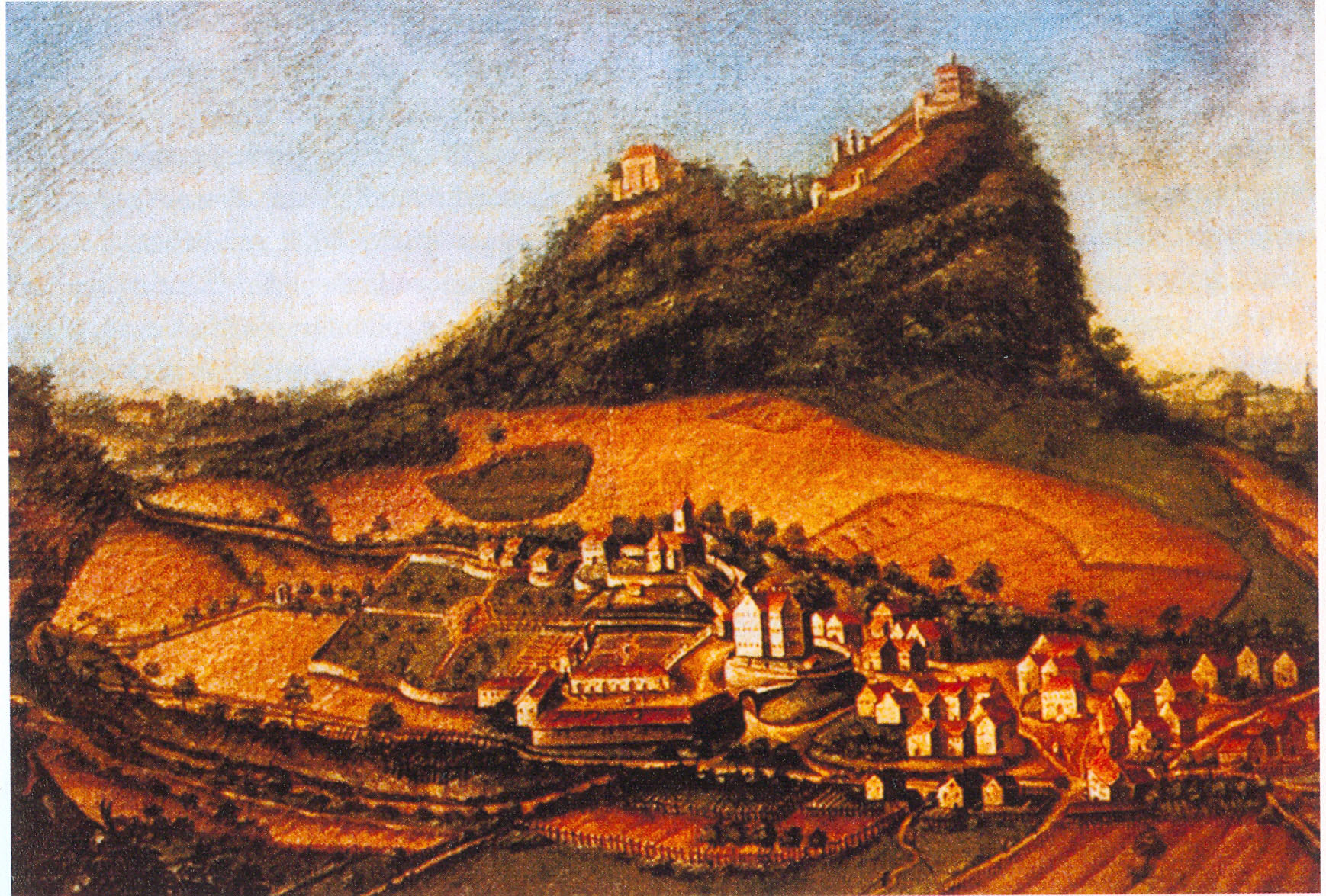
Die drei Burgen auf dem Hohenstoffeln, im Vordergrund Schloss Weiterdingen (17. Jh.)
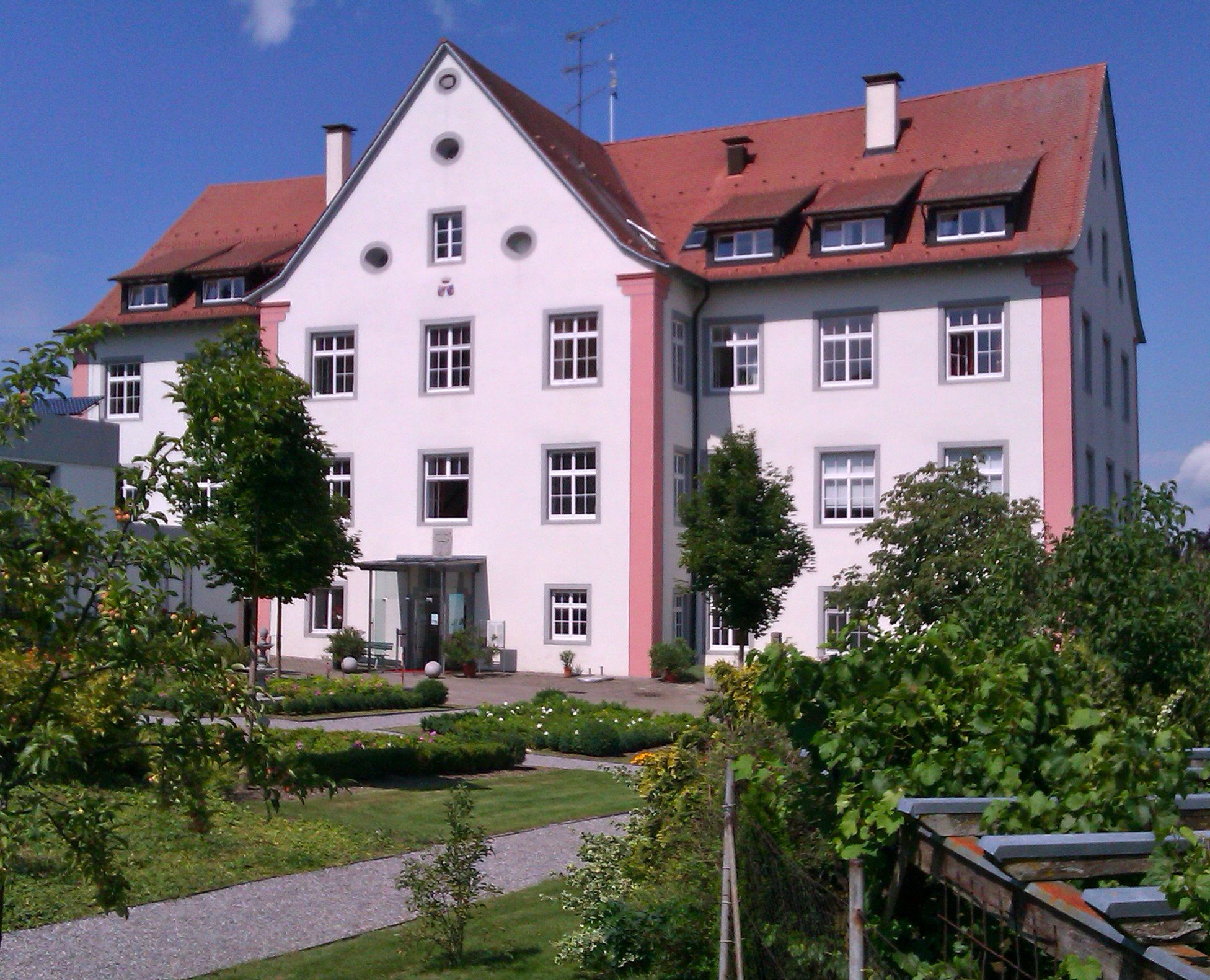
Schloss Weiterdingen
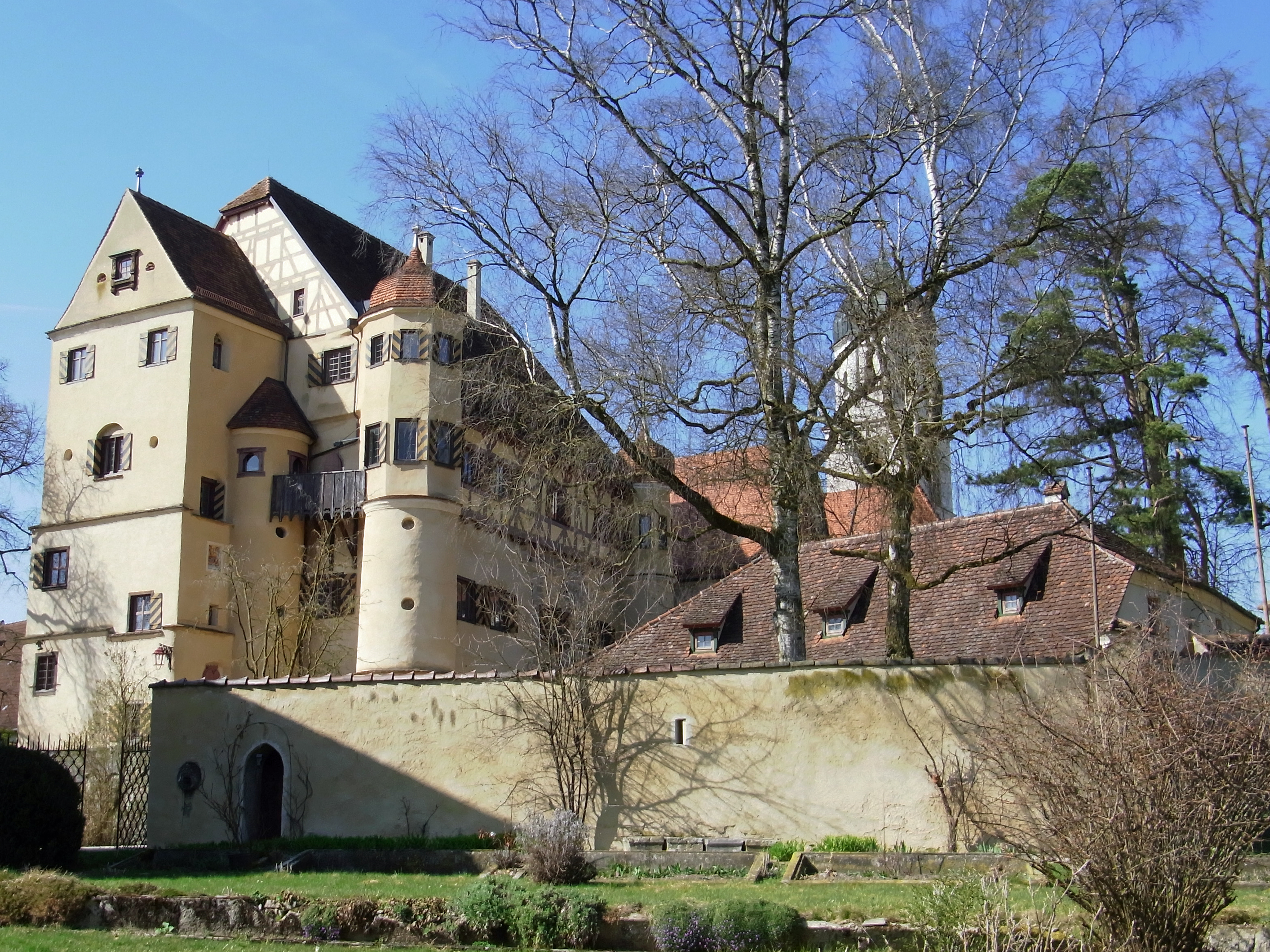
Schloss Grüningen
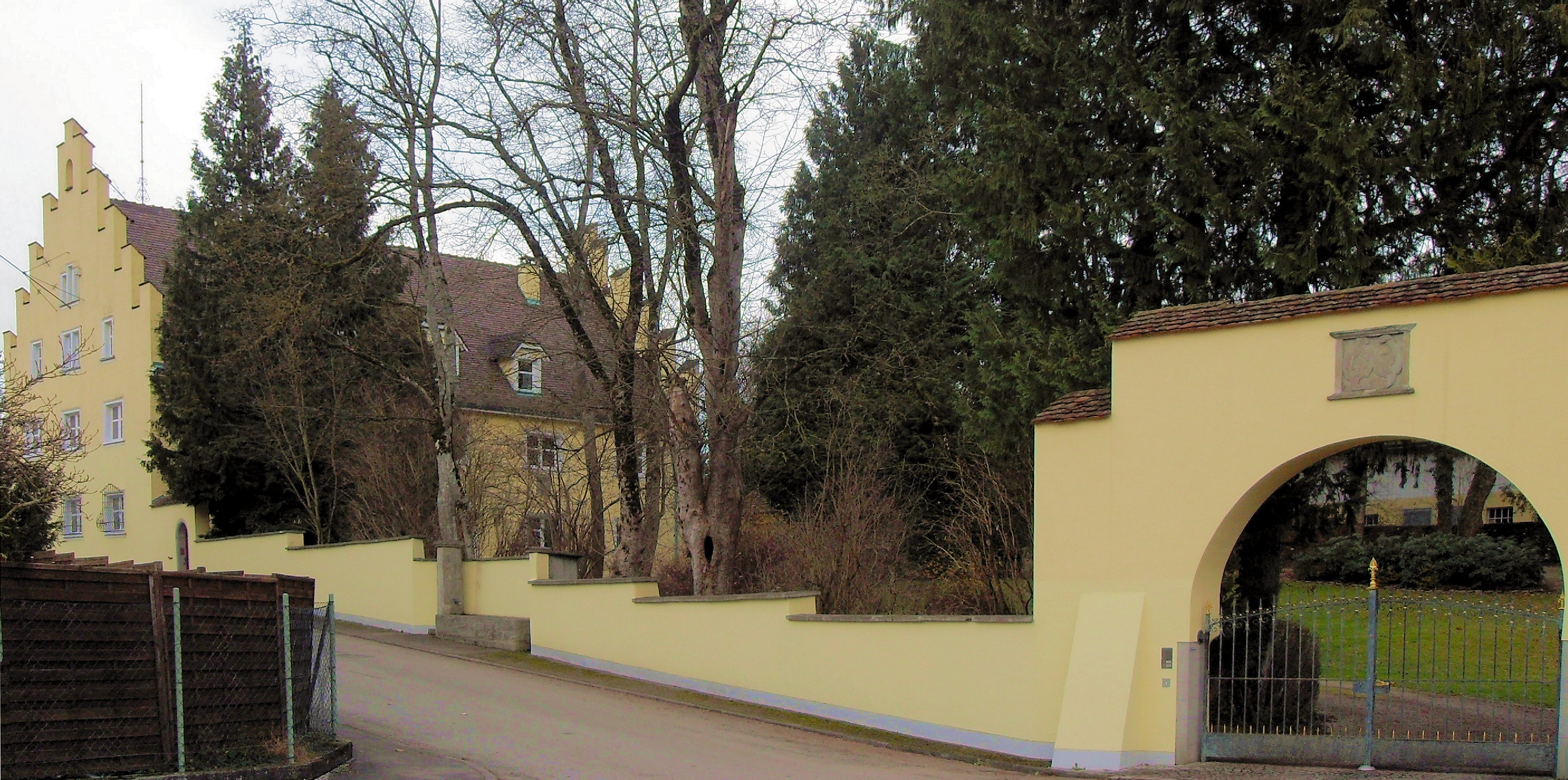
Schloss Bietingen

## Wappen
Das Stammwappen zeigt in Blau auf schwebendem goldenen Dreiberg eine gebogene silberne Hirschstange. Auf dem Helm mit blau-silbernen Decken das Schildbild.
Das gemehrte Wappen von 1653 ist viergeteilt und mit dem Stammwappen als Herzschild belegt. Die Felder 1 und 4 zeigen in Gold ein zehnendiges schwarzes Hirschgeweih mit dazwischen gestelltem Lauscher, 2 und 3 in Silber drei rechtsgewendete silbern bewehrte rote Bärentatzen übereinander.

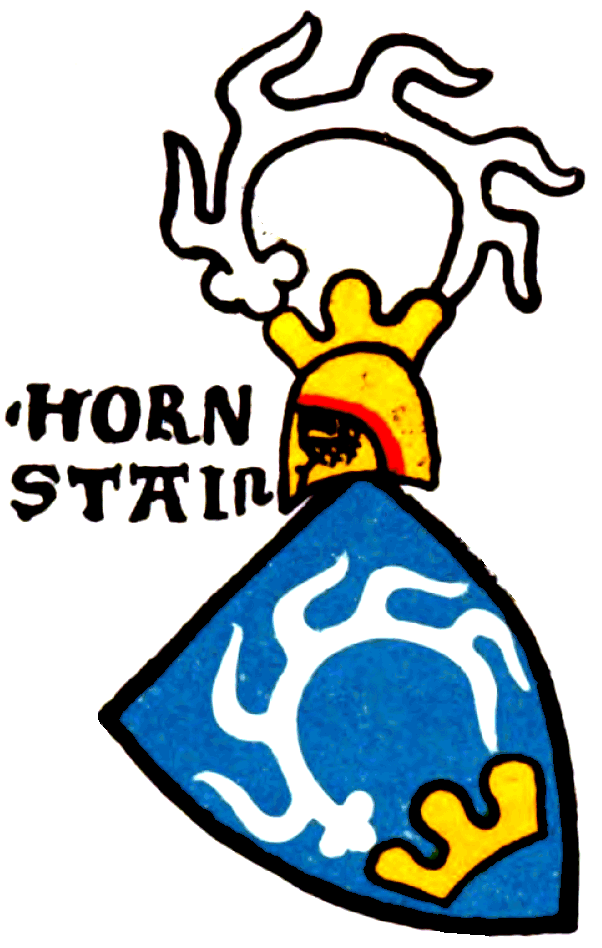
Hornstein-Wappen in der Zürcher Wappenrolle (ca. 1340)
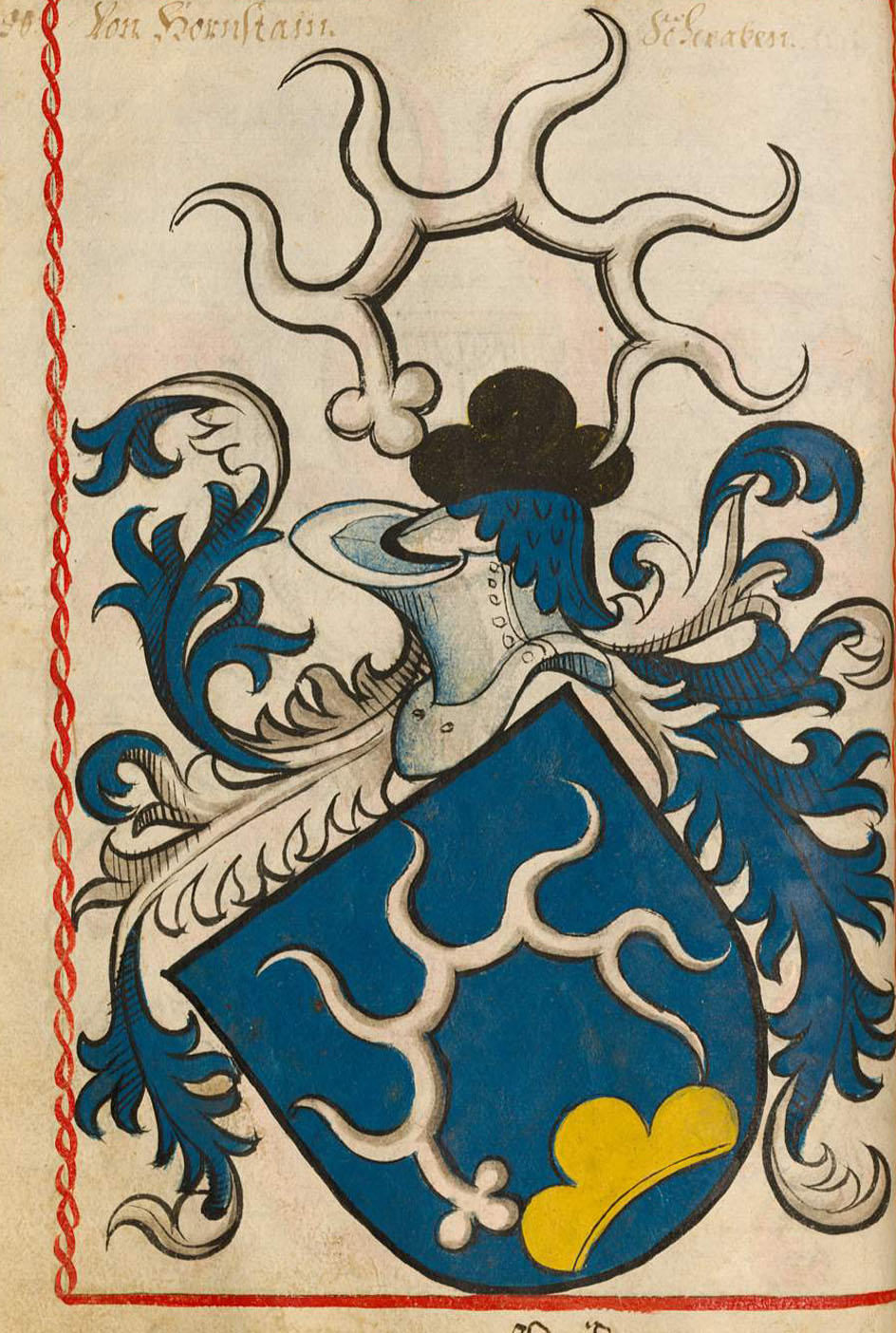
Hornstein-Wappen aus dem Scheiblerschen Wappenbuch
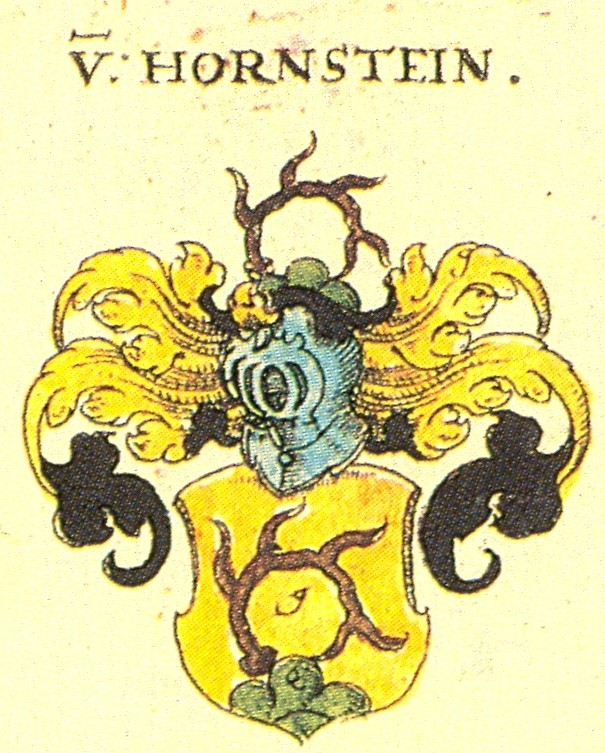
Hornstein-Wappen aus Siebmachers Wappenbuch
Gemehrtes Wappen derer von Hornstein

Verwendung:

Grüningen (Riedlingen)
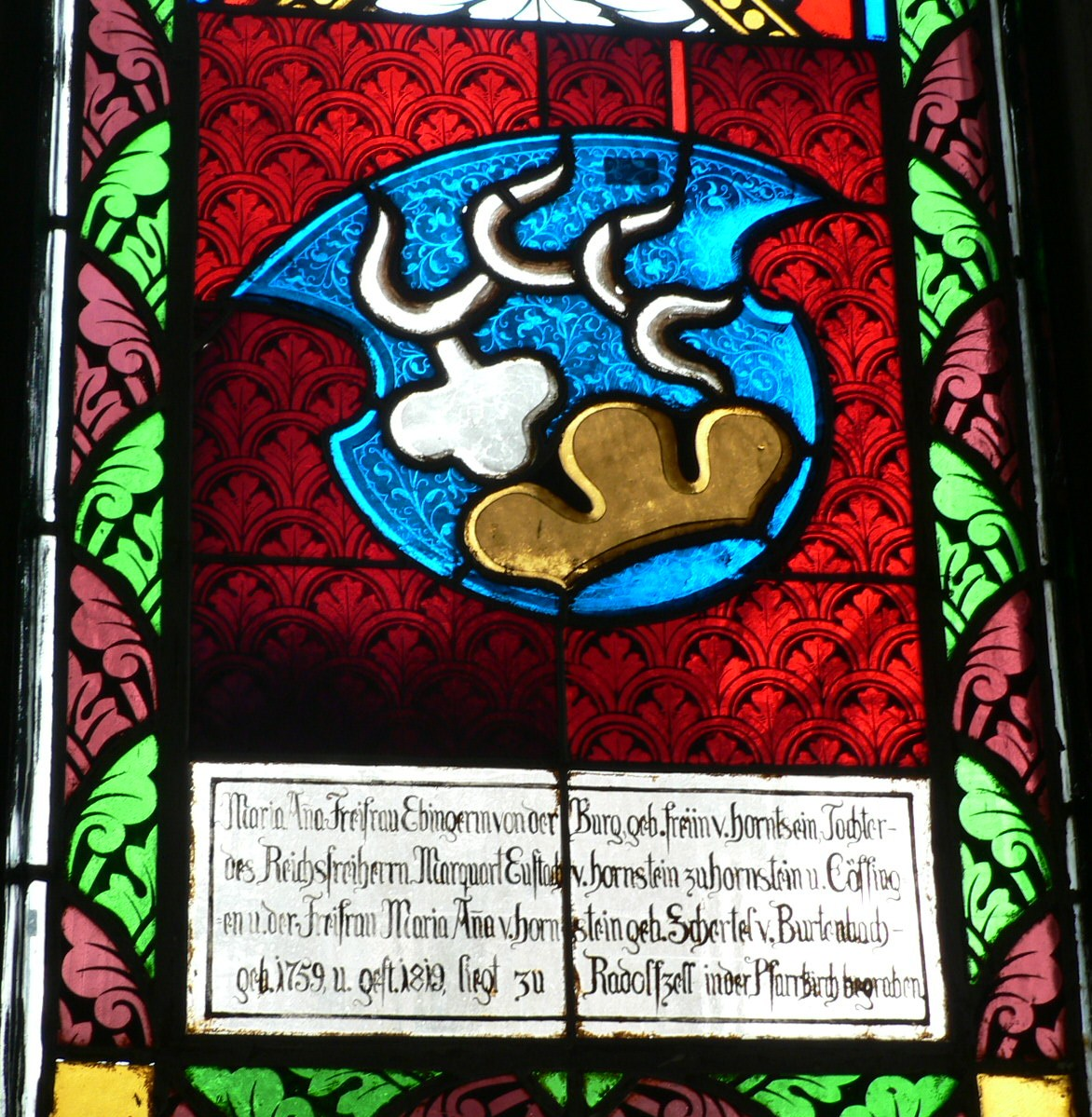
Kirchenfenster mit von Hornstein'schem Wappen in Steißlingen

## Personen
- Rudolf von Hornstein (erwähnt 1338–1349) war auch in Burgau und Beizkofen begütert.[3]

- Mantz von Hornstein (1349–1413), Sohn des Rudolf von Hornstein, erbte das Reichenauische Lehen Heudorf und hatte von Graf Eberhard dem Greiner auch das Dorf Betzenweiler zu Lehen. 1355 verkaufte er den Zehnten zu Beizkofen an die Heiligkreuztaler Äbtissin Anna von Hornstein und dem Konvent als Lehen, 1356 einen Hof in Burgau, der Lehen des Freiherrn Albrecht von Stoffeln war, und eignete 1386 den 6. Teil des Beizkofer Zehnten dem Kloster Heiligkreuztal. 1412 erhielt er das Lehen der Vogtei Betzenweiler.[3]

- Anna von Hornstein Schwester des Mantz von Hornstein war an der Burg Heudorf mitbelehnt.[3]

- Herman und Hugo von Hornstein waren Söhne des Mantz von Hornstein.[3]

Drei Hornstein-Äbtissinnen im Zisterzienserkloster Heiligkreuztal

- Anna von Hornstein-Göffingen 1354–1357 Äbtissin vom Kloster Heiligkreuztal.[3]

- Hans Christoph von Hornstein (1551–1606), 1587 Reichshofrat, 1591 Geheimrat des Kaisers Rudolf II.[1]
- Hermann von Hornstein (Hermann Freiherr von Hornstein-Hohenstoffeln-Binningen; 1843–1893), Mitglied des Deutschen Reichstags
- Karl Heinrich von Hornstein (1668–1745), Ritter des Deutschen Ordens

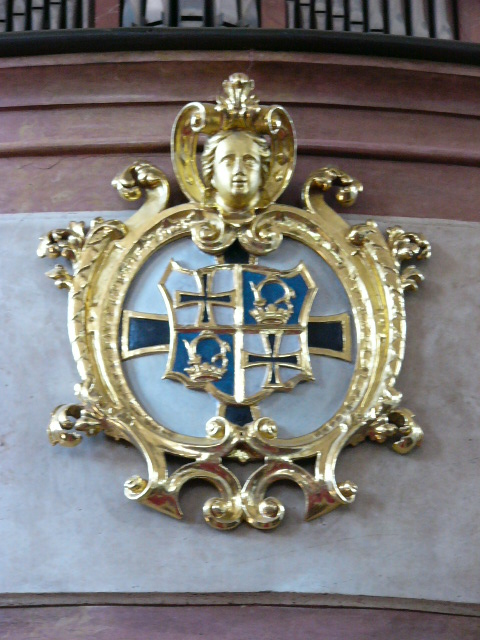
Wappen des Landkomturs Karl Heinrich von Hornstein in Absberg

- Marianna Franziska von Hornstein (1723–1809), Äbtissin des Damenstifts Säckingen
- Leopold von Hornstein (1641–1718), Kanzler des Fürstbischofs von Augsburg und Bürgermeister von Dillingen[1]
- Robert von Hornstein (1833–1890), Komponist
- Wilhelm von Hornstein (1813–1890), K.u.K. Feldmarschallleutnant[4]
- Wolf Freiherr von Hornstein (1918–2008), deutscher Verleger, Herausgeber und Koch
- Erika von Hornstein (1913–2005), Malerin, Schriftstellerin und Filmregisseurin (verheiratet Erika Bausch)

## Schlösser der Familie
- Schloss Weiterdingen
- Schloss Binningen im Hegau bei Hilzingen
- Oberes Schloss Grüningen in Riedlingen
- Schloss Bietingen